# فرهنگ روز عربی - فارسی
فرهنگ روز عربی - فارسی کتابی از کمال موسوی است که در سال ۱۳۴۳ منتشر و برندهٔ جایزه کتاب سال سلطنتی شد.

## نقد
جعفر سجادی نقد کوتاهی بر این کتاب نوشته‌است.